# La Trace (film, 1983)
Pour les articles homonymes, voir La Trace.
Pour plus de détails, voir Fiche technique et Distribution.
La Trace est un film franco-suisse réalisé par Bernard Favre, sorti en 1983.

## Synopsis
En 1859, Joseph Extrassiaz, colporteur, a quitté son village savoyard pour se rendre au Piémont et y vendre ses articles. Il traverse pendant l'hiver le Val d'Aoste, le Valais, le Tessin, la Lombardie ravagée par la guerre qui vient de se terminer, et retourne au printemps en Savoie retrouver sa femme, ses trois enfants, dont une fille née en son absence. Sur le chemin, il achète un accordéon. À son retour en Savoie, les douaniers français lui réclament de s'acquitter de droits de douane : désormais la Savoie est française.

## Fiche technique
- Titre : La Trace
- Réalisation : Bernard Favre
- Scénario : Bernard Favre et Bertrand Tavernier
- Production : Bernard-P. Guiremand, Claude Nedjar et Bertrand Tavernier
- Musique : Marc Perrone et Nicola Piovani
- Photographie : Jean-Francis Gondre
- Montage : Emmanuelle Thibault
- Décors : Patrice Mercier
- Pays de production :  France,  Suisse
- Format : Couleurs - 1,66:1 - Mono - 35 mm
- Genre : comédie dramatique
- Durée : 103 minutes
- Dessin de l'affiche du film : Moebius (Jean Giraud)
- Dates de sortie : 
  - France : 21 décembre 1983

## Distribution
- Richard Berry : Joseph Extrassiaz
- Bérangère Bonvoisin : sa femme
- Sophie Chemineau : sa sœur
- Robin Renucci : le travailleur émigré
- Roger Jendly : le colporteur d'images pieuses
- Jeane Manson : la femme du Carnaval
- Marc Perrone : le joueur d'accordéon diatonique ("Fisarmonica")
- Philippe Krümm : le vendeur d’accordéon
- Philippe du Janerand : le guide

## Nomination
- Nomination au César du meilleur premier film